# Luis Oliveira
Luis Airton Barroso Oliveira (São Luís (Brazilië), 24 maart 1969) – alias Luis Oliveira – is een gewezen Belgische voetballer van Braziliaanse afkomst die speelde als aanvaller. Hij spendeerde zijn carrière hoofdzakelijk in Italië. Oliveira speelde in totaal 31 maal voor de Rode Duivels en nam deel aan het WK 1998 in Frankrijk. Na zijn actieve carrière werd hij voetbalcoach.

## Spelerscarrière
Luis Oliveira kwam op jeugdige leeftijd naar België, om daar als voetballer geld te verdienen voor zijn familie. Hij vond onderdak bij RSC Anderlecht, waarvoor hij in 1988 debuteerde. Hij weigerde tijdens zijn verblijf bij Anderlecht scholing en vulde zijn dagen met trainen en het vervullen van huishoudelijke taken bij de club. Oliveira werd enkele malen opgeroepen voor het Braziliaans voetbalelftal onder 18, maar nam, nadat hij trouwde met een Belgische, de Belgische nationaliteit aan en stapte over naar het Belgische voetbalelftal. Na 4 seizoenen RSC Anderlecht trok Oliveira in 1992 naar Cagliari in Italië.
Bij Cagliari ontpopte hij zich tot een vlot scorende spits, dit wekte de interesse van verschillende Italiaanse topclubs. Uiteindelijk was het AC Fiorentina dat in 1996 de aanvaller aantrok  waar hij een aanvalsduo vormde met de Argentijnse superster Gabriel Batistuta.
Na 3 seizoenen vertrok Oliviera bij Fiorentina en ging terug naar Cagliari voor 1 seizoen. Hij tekende voor het seizoen 2001-02 bij Bologna. Na Bologna ging hij naar Como Calcio en kwam uiteindelijk terecht bij Calcio Catania. In 2004 begon hij US Foggia maar een jaar later zat Oliveira al in Venezia en in 2005 bij Lucchese. Sinds 2006 speelt hij bij F.C. Nuorese Calcio in de serie C2.
In 2008 verhuisde hij naar FBC Derthona in de Serie D. Op 39-jarige leeftijd ging hij zo voor zijn 10de Italiaanse club spelen. In juli 2009 tekende hij voor één jaar bij Muravera Calcio. Hij bleef er twee seizoenen en zette in 2011, op 42-jarige leeftijd, een punt achter zijn spelersloopbaan.

## Statistieken
| seizoen | club              | land   | competitie          | wed. | goals |
| ------- | ----------------- | ------ | ------------------- | ---- | ----- |
| 1988/89 | RSC Anderlecht    | België | Eerste Klasse       | 5    | 0     |
| 1989/90 | RSC Anderlecht    | België | Eerste Klasse       | 26   | 8     |
| 1990/91 | RSC Anderlecht    | België | Eerste Klasse       | 33   | 18    |
| 1991/92 | RSC Anderlecht    | België | Eerste Klasse       | 31   | 10    |
| 1992/93 | Cagliari Calcio   | Italië | Serie A             | 29   | 7     |
| 1993/94 | Cagliari Calcio   | Italië | Serie A             | 29   | 12    |
| 1994/95 | Cagliari Calcio   | Italië | Serie A             | 30   | 7     |
| 1995/96 | Cagliari Calcio   | Italië | Serie A             | 33   | 15    |
| 1996/97 | ACF Fiorentina    | Italië | Serie A             | 31   | 9     |
| 1997/98 | ACF Fiorentina    | Italië | Serie A             | 33   | 15    |
| 1998/99 | ACF Fiorentina    | Italië | Serie A             | 30   | 2     |
| 1999/00 | ACF Fiorentina    | Italië | Serie A             | 1    | 0     |
| 1999/00 | Cagliari Calcio   | Italië | Serie A             | 24   | 4     |
| 2000/01 | Bologna FC        | Italië | Serie A             | 17   | 1     |
| 2001/02 | Como Calcio       | Italië | Serie B             | 38   | 23    |
| 2002/03 | Calcio Catania    | Italië | Serie B             | 37   | 13    |
| 2003/04 | Calcio Catania    | Italië | Serie B             | 37   | 15    |
| 2004/05 | US Foggia         | Italië | Serie C1            | 14   | 0     |
| 2004/05 | SSC Venezia       | Italië | Serie B             | 17   | 5     |
| 2005/06 | AS Lucchese       | Italië | Serie C1            | 20   | 3     |
| 2006/07 | FC Nuorese Calcio | Italië | Serie C2            | 32   | 10    |
| 2007/08 | FC Nuorese Calcio | Italië | Serie C2            | 31   | 15    |
| 2008/09 | FBC Derthona      | Italië | Serie D             | 32   | 16    |
| 2009/10 | Muravera Calcio   | Italië | Eccellenza Sardinia | -    | -     |
| 2010/11 | Muravera Calcio   | Italië | Eccellenza Sardinia | -    | -     |
| Totaal  | Totaal            | Totaal | Totaal              | 610  | 208   |

## Trainerscarrière
Tijdens zijn voorlaatste seizoen als voetbalspeler werd Oliviera op het einde van het seizoen 2009-10 speler/trainer bij Muravera Calcio. Dit wekte bij hem de interesse om een carrière als trainer uit te bouwen, in 2011 behaalde hij zijn UEFA A diploma.
In maart 2012 keerde hij terug naar Muravera ditmaal als hoofdcoach voor de laatste 4 wedstrijden van het seizoen 2011-12. Ook in het seizoen 2012-13 bleef hij aan als hoofdtrainer, hij leidde de club naar bekerwinst in de Coppa Italia Eccellenza.
Op 1 augustus 2014 werd bekendgemaakt dat Oliviera de hoofdcoach werd van het in Lega Pro uitkomende Pro Patria. Op 4 november werd hij na elf wedstrijden bij de club ontslagen wegens slechte resultaten.
Op 13 juni 2015 maakte Floriana een club uit Malta die in de hoogste Maltese reeks uitkomt bekend dat Oliviera bij hen een contract voor 2 seizoenen had getekend.
Op 16 mei 2016 besloten de club en Oliviera in onderling overleg de samenwerking voor het volgende seizoen stop te zetten.
Op 30 augustus 2018 tekende Oliviera opnieuw een contract bij Floriana, echter werd op 14 november 2018 de samenwerking opnieuw stopgezet.

## Braziliaans voetbalelftal
Luis Oliveira had ook voor de Braziliaanse nationale ploeg kunnen uitkomen. De toenmalige bondscoach (Roberto Falcão) wilde hem selecteren, maar Oliveira weigerde omdat hij net alle documenten had ingediend om Belg te worden. Drie dagen later stond het in alle Braziliaanse kranten op de voorpagina: 'Een Braziliaan weigert de Braziliaanse kleuren te dragen'.
1 De Wilde ·
2 Crasson ·
3 Staelens ·
4 Vidović ·
5 Borkelmans ·
6 Van der Elst  ·
7 Wilmots ·
8 Luis Oliveira ·
9 M. Mpenza ·
10 Nilis ·
11 Van Kerckhoven ·
12 Vande Walle ·
13 Verlinden ·
14 Scifo ·
15 Clement ·
16 De Boeck ·
17 Verstraeten ·
18 Verheyen ·
19 Van Meir ·
20 É. Mpenza ·
21 Boffin ·
22 Deflandre ·
Coach: Leekens